# Hanns Korngiebel
Hanns Korngiebel (* 25. Juli 1902 in Gelsenkirchen; † 18. Juli 1969 in West-Berlin) war ein deutscher Schauspieler, Drehbuchautor und Regisseur. 

## Leben

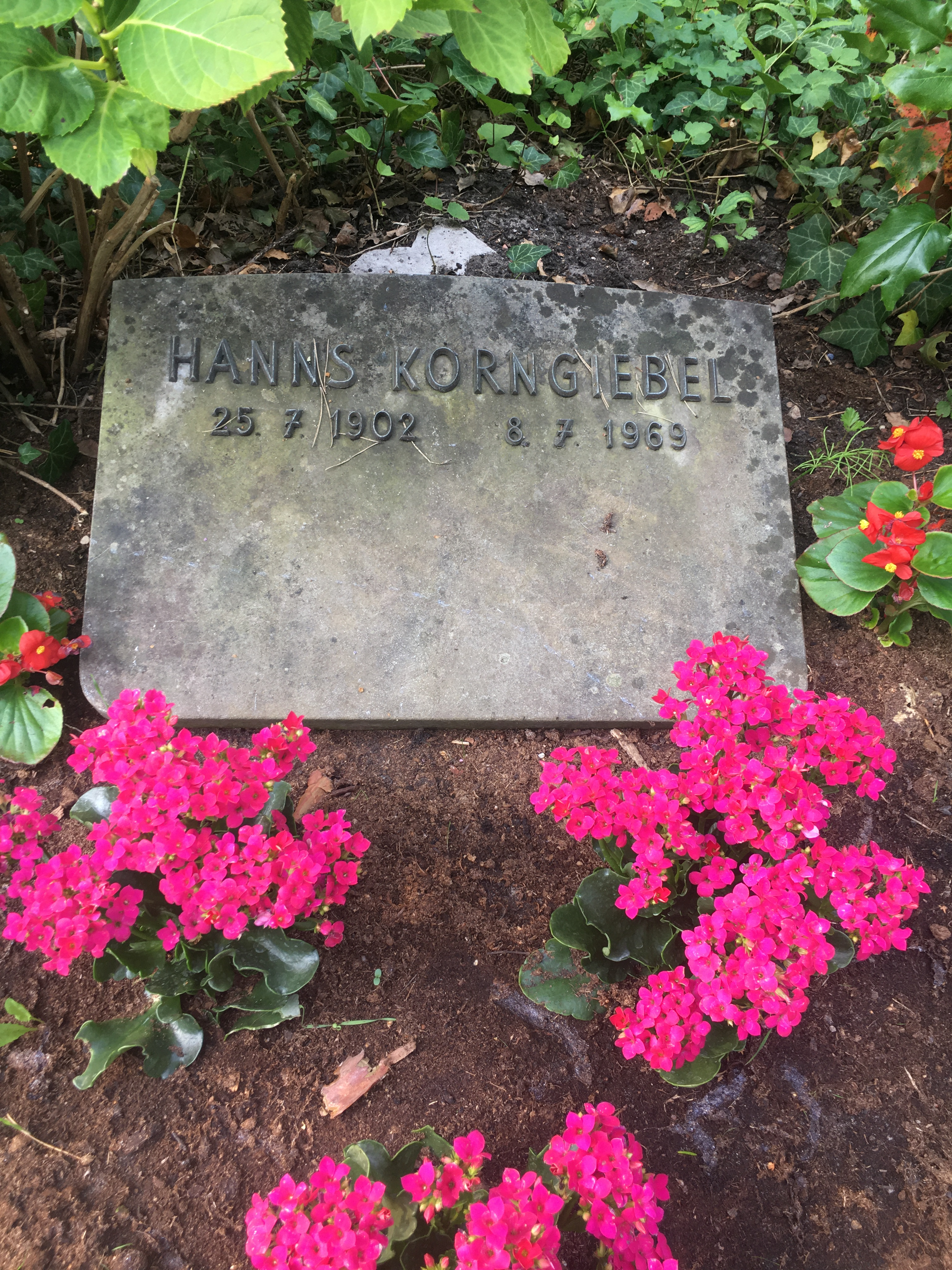
Grabstätte Hanns Korngiebel

Hanns Korngiebel begann seine künstlerische Laufbahn als Maler. 1926 debütierte er als Schauspieler in Wilhelmshaven, in Berlin wirkte er als Dramaturg, Autor, Regisseur und Schauspieler am Agnes-Straub-Theater, dem späteren Theater am Kurfürstendamm. Ab 1945 war er Leiter der Hörspielabteilung und Oberspielleiter beim RIAS Berlin. In der Hörspieldatenbank der ARD sind knapp 200 Regiearbeiten aufgeführt. Außerdem inszenierte Korngiebel Fernsehspiele für den SFB und erhielt 1962 den Berliner Kunstpreis.
Hanns Korngiebel verstarb eine Woche vor Vollendung seines 67. Lebensjahres und wurde auf dem Berliner Waldfriedhof Dahlem (Feld 015-262) beigesetzt.

## Filmografie

### Als Regisseur
- 1957: Romeo und Julia von Berlin
- 1959: Mond über dem Fjord
- 1959: Macht der Finsternis
- 1961: Elisabeth von England
- 1961: Das Schweigen
- 1963: Schwarz auf Weiß
- 1964: Die Übungspatrone
- 1965: Der König stirbt
- 1966: Thérèse Raquin

### Als Drehbuchautor
- 1959: Macht der Finsternis
- 1959: Mond über dem Fjord

## Hörspiele (Auswahl)
- 1946: Gerhart Hauptmann: Agamemnons Tod – Regie (Drahtfunk Berlin)
- 1946: Ludwig Thoma: Heilige Nacht – Regie (Hörspiel – RIAS Berlin)
- 1946: Max Mell: Das Apostelspiel – Regie: Hanns Korngiebel (Hörspiel – RIAS Berlin)
- 1947: Anton Tschechow: Der Bär – Regie (Hörspiel – RIAS Berlin)
- 1947: Anton Hamik: Der verkaufte Großvater – Regie (Mundarthörspiel – RIAS Berlin)
- 1947: Brüder Grimm: Aschenputtel – Regie (Kinderhörspiel – RIAS Berlin)
- 1947: Erich Kästner: Ringelspiel 1947 – Regie (Kurzhörspiel – RIAS Berlin)
- 1948: Rolf Goetze: …das Ghetto stirbt – Regie (RIAS Berlin)
- 1948: Sigurd Wesley Christiansen: Überfall im Postamt – Regie (Kriminalhörspiel – RIAS Berlin)
- 1948: Klabund: Die Liebe auf dem Lande – Regie (Hörspiel – RIAS Berlin)
- 1950: Christian Bock: Besondere Kennzeichen? – Regie (Hörspiel – RIAS Berlin)
- 1951: Curt Goetz: Hund im Hirn – RIAS
- 1951: Ferdinand Bruckner: Fährten – RIAS
- 1952: Gerhart Hauptmann: Elga – RIAS
- 1953: Wolfgang Neuss/Jo Herbst: Immer auf'n Teppich bleiben – RIAS
- 1953: Jean Sarment: Wir waren drei – RIAS
- 1954: Otto Heinrich Kühner: Die Übungspatrone – RIAS
- 1955: Wolfdietrich Schnurre: Spreezimmer möbliert – RIAS
- 1956: George Bernard Shaw: Androklus und der Löwe – RIAS
- 1957: Charles Dickens: Die Glocken von London – RIAS
- 1958: Julius Tinzmann: Sommermorgen – RIAS
- 1960: Anton Tschechow: Die Möwe – RIAS
- 1961: Jean-Paul Sartre: Das Spiel ist aus – RIAS
- 1962: Ephraim Kishon: Schwarz auf Weiß – RIAS
- 1963: Christine Brückner: Das Telegramm – Radio Bremen
- 1966: Wolfgang Altendorf: Mein Wintermärchen – RIAS
- 1968: Peter Albrechtsen: Der Pfingstausflug – RIAS/Bayerischer Rundfunk
- 1969: Barbara Enders: Aufzeichnungen aus der Vorstadt – RIAS/ORF